# Discografia Tinei Turner

### Albume
| An                                                            | Titlu                                                  | Poziția în clasamente | Poziția în clasamente | Poziția în clasamente | Poziția în clasamente | Poziția în clasamente | Poziția în clasamente | Poziția în clasamente | Poziția în clasamente | Poziția în clasamente | Vânzări / Certificare |  |
| An                                                            | Titlu                                                  | 200                   | R&B                   | 40                    | 100                   | 40                    | 100                   | 75                    | 30                    | 60                    | Vânzări / Certificare |  |
| ------------------------------------------------------------- | ------------------------------------------------------ | --------------------- | --------------------- | --------------------- | --------------------- | --------------------- | --------------------- | --------------------- | --------------------- | --------------------- | --- |  |
| 1974                                                          | "Tina Turns The Country On"                            | -                     | -                     | -                     | -                     | -                     | -                     | -                     | -                     | -                     | Sales worldwide: Sales: Weeks on chart: |  |
| 1975                                                          | "Acid Queen"                                           | 115                   | -                     | -                     | -                     | -                     | -                     | -                     | -                     | -                     | Sales worldwide:500.000 Sales: Weeks on chart: |  |
| 1978                                                          | Rough                                                  | -                     | -                     | -                     | -                     | -                     | -                     | -                     | -                     | -                     | Sales worldwide: Sales: Weeks on chart: |  |
| 1979                                                          | "Love Explosion"                                       | -                     | -                     | -                     | -                     | -                     | -                     | -                     | -                     | -                     | Sales worldwide: Sales: Weeks on chart: |  |
| 1984                                                          | "Private Dancer"                                       | 3                     | 1                     | 2                     | 2                     | 2                     | 3                     | 1                     | 5                     | 7                     | Sales worldwide: 20 million Sales: 5 x Platinum (5,000,000) Sales: 3 x Platinum (900,000) Sales: 7 x Platinum (700,000) Sales: 5 x Gold (500,000) Sales: |  |
| 1985                                                          | "Mad Max Beyond Thunderdome"                           | 39                    | 47                    | -                     | -                     | -                     | -                     | -                     | -                     | -                     | Sales worldwide: Sales: Sales: 1 x Gold (50,000) |  |
| 1986                                                          | "Break Every Rule"                                     | 4                     | 7                     | 2                     | 1                     | 2                     | 1                     | 2                     | 2                     | 2                     | Sales worldwide: 12 million Sales: 1 x Platinum (1,000,000) Sales: 1 x Platinum (300,000) Sales: 2 x Platinum (200,000) Sales: 2 x Platinum (400,000) Sales: |  |
| 1988                                                          | "Tina Live in Europe"                                  | 86                    | -                     | 8                     | 4                     | 2                     | 3                     | 4                     | 16                    | 8                     | Sales worldwide: 6 million Sales: non certified ( < 500,000) Sales: 1 x Gold (100,000) Sales: Sales: 1 x Gold (100,000) Sales: |  |
| 1989                                                          | "Foreign Affair"                                       | 31                    | 83                    | 1                     | 1                     | 6                     | 1                     | 1                     | 1                     | 1                     | Sales worldwide: 9 Million Sales: 1 x Gold (500,000) Sales: 5 x Platinum (1,500,000) Sales:1 x Platinum (100,000) Sales: 2 x Platinum (400,000) Sales: Sales: 4 x Platinum (200,000) Sales:                                                                                           |  |
| 1991                                                          | "Simply the Best"                                      | 113                   | 99                    | 2                     | 4                     | 1                     | 3                     | 8                     | 6                     | 5                     | Sales worldwide: 10 million Sales: 1 x Platinum (1,000,000) Sales: 8 x Platinum (2,400,000) Sales:1 x Gold (50,000) Sales: 3 x Gold (300,000) Sales: Sales: 1 x Platinum (50,000) Sales: Sales: 2 x Platinum (60,000)                                                                 |  |
| 1993                                                          | "What's Love Got to Do with It"                        | 17                    | 8                     | 1                     | 8                     | 11                    | 5                     | 6                     | 6                     | 22                    | Sales worldwide: 13 million Sales: 1 x Platinum Sales: 1 x Platinum (300,000) Sales:1 x Gold (50,000) Sales: 1 x Gold (100,000) Sales: Sales: 2 x Platinum (100,000) Sales: Sales: non certified ( < 15,000)                                                                          |  |
| 1996                                                          | "Wildest Dreams"                                       | 61                    | 26                    | 4                     | 2                     | 5                     | 1                     | 2                     | 6                     | 5                     | Sales worldwide: 6 million Sales: non certified ( < 500,000) Sales: 2 x Platinum (600,000) Sales: 1 x Gold (50,000) Sales: 1 x Platinum (200,000) Sales: 2 x Gold (200,000) Sales: Sales: 1 x Platinum (50,000) Sales: Sales: 1 x Gold (15,000)                                       |  |
| 1999                                                          | "Twenty Four Seven"                                    | 21                    | 29                    | 9                     | 3                     | -                     | 1                     | 5                     | 5                     | 6                     | Sales worldwide: 3 million Sales: 1 x Gold (500,000) Sales: 1 x Platinum (300,000) Sales: 1 x Gold (50,000) Sales: 3 x Gold (300,000) Sales: 1 x Gold (100,000) Sales: Sales: 1 x Platinum (50,000) Sales: 1 x Platinum (40,000) Sales: 1 x Platinum (30,000)                         |  |
| 2000                                                          | "VH1 Divas 1999" (with Brandy, Cher & Whitney Houston) | 90                    | -                     | -                     | 60                    | 41                    | 14                    | 43                    | -                     | -                     | Sales worldwide: Sales: Weeks on chart: |  |
| 2004                                                          | "All The Best"                                         | 2                     | 12                    | 6                     | 5                     | -                     | 3                     | 3                     | 8                     | 14                    | Sales worldwide: 5.5 million Sales: 1 x Platinum (1,000,000) Sales: 1 x Platinum (300,000) Sales:1 x Platinum (100,000) Sales: 1 x Platinum (200,000) Sales: 1 x Gold (100,000) Sales: Sales: 1 x Platinum (40,000) Sales: non certified ( < 20,000) Sales: non certified ( < 15,000) |  |
| 2008                                                          | Tina! - Formats: CD, digital download                  | 61                    | 37                    | —                     | 14                    | —                     | 9                     | 22                    | 16                    | 13                    | — |  |
| "—" denotes releases that did not chart or were not released. |                                                        |                       |                       |                       |                       |                       |                       |                       |                       |                       | |  |